# Cristian Dentella
Cristian Dentella (Chacabuco, Provincia de Buenos Aires; 2 de agosto de 1987) es un piloto argentino de automovilismo de velocidad. Desarrolló su carrera compitiendo casi de manera exclusiva en las divisionales de la Asociación Corredores de Turismo Carretera, teniendo su debut en la divisional TC Mouras en el año 2006, al comando de un Chevrolet Chevy.
Sus inicios tuvieron lugar en la categoría de monoplazas Fórmula 1000 Argentina, en el año 2006. A partir de allí, comenzaría sus participaciones a nivel nacional, donde participó entre otras, de las categorías GT 2000, Desafío Focus, TC Mouras y las divisionales Junior y Series de Top Race. En el año 2009 alcanzó su primer galardón de importancia a nivel nacional, al quedarse con el subcampeonato de la divisional TC Mouras. Este título le valió además el ascenso a la divisional TC Pista, donde debutó en el año 2010 y continua compitiendo, siempre al comando de un Chevrolet Chevy, atendido por su propia estructura.
Además del automovilismo, Dentella también se desempeña en la práctica deportiva del ciclismo, siendo partícipe en pruebas desarrolladas en la zona aledaña de su localidad de origen.

## Biografía
Sus inicios deportivos datan del año 2006, en el que fuera partícipe de la categoría Fórmula 1000 Argentina, formando parte del equipo de Darío Gargiulo, al comando de un chasis Crespi con motor Renault. En esta categoría, compitió hasta el año 2007 llevándose algunos triunfos y peleando el título en su segunda temporada. Sin embargo, su adaptación a los monoplazas fue tal, que rápidamente ya se encontraría debutando en competencias de turismos, teniendo su debut dentro de la divisional TC Mouras, donde se estrenó al comando de un Chevrolet Chevy atendido por el equipo de Luis Minervino.
En el año 2007 continuaría su incursión dentro del TC Mouras, sumándose luego a la categoría GT 2000. En la primera, seguiría compitiendo al comando del Chevy del equipo de Minervino, mientras que en la segunda, apenas desarrollaría una competencia al comando de un ADA-Neon, en el que también recibiría asesoramiento de Darío Gargiulo.
En 2008 volvería a apostar al TC Mouras y a su participación dentro del equipo de Luis Minervino. A la par de ello, se sumaría al plantel de pilotos de la categoría monomarca Desafío Focus, donde compitió al comando de un Ford Focus I, aunque apenas desarrolló dos competencias.
El año 2009 resultó el mejor en materia deportiva y de resultados para Cristian Dentella. En esta temporada, el piloto de Chacabuco apuntaría todo a su participación dentro del TC Mouras, renovando su confianza tanto en su máquina, como en el grupo humano que conformaba el equipo de Luis Minervino. Esta temporada, presentaría resultados muy importantes, alcanzando el triunfo por primera vez el 05 de julio de 2009, en el Autódromo Roberto Mouras de la ciudad de La Plata. Este honor lo repetiría en el mismo escenario, el 04 de octubre de 2009 y a estos dos triunfos se le sumarían tres podios más en La Plata, Olavarría y la ciudad de Nueve de Julio. Sin embargo, más allá de estos buenos resultados, en la última fecha del campeonato se sucedería una situación confusa con su rival de campeonato Gastón Ferrante, la cual terminaría incidiendo en el resultado, debiendo Dentella conformarse con el subcampeonato. Sin embargo, esta definición, más los resultados obtenidos tendría buenos frutos para Dentella, ya que gracias a estos logros conseguiría ser habilitado para ascender de categoría y debutar en la divisional TC Pista para el año 2010.

## Trayectoria
| Año  | Categoría                                 | Marca               |
| ---- | ----------------------------------------- | ------------------- |
| 2006 | Fórmula 1000 Argentina                    | Crespi-Renault      |
| 2006 | Debut en TC Mouras, 6 carreras            | Chevrolet Chevy     |
| 2007 | TC Mouras                                 | Chevrolet Chevy     |
| 2007 | Fórmula 1000 Argentina                    | Crespi-Renault      |
| 2007 | GT 2000, 1 carrera                        | ADA-Neón            |
| 2008 | TC Mouras                                 | Chevrolet Chevy     |
| 2008 | Debut en Desafío Focus, 2 carreras        | Ford Focus I        |
| 2009 | Subcampeón de TC Mouras                   | Chevrolet Chevy     |
| 2010 | Debut en TC Pista                         | Chevrolet Chevy     |
| 2010 | Debut en Top Race Junior, 2 carreras      | Alfa Romeo 156      |
| 2011 | TC Pista                                  | Chevrolet Chevy     |
| 2012 | TC Pista                                  | Chevrolet Chevy     |
| 2012 | Debut en Top Race Series, 2 carreras      | Volkswagen Passat V |
| 2013 | TC Pista                                  | Chevrolet Chevy     |
| 2013 | Torneo de pilotos invitados del TC Mouras | Chevrolet Chevy     |
| 2014 | TC Pista                                  | Chevrolet Chevy     |
| 2015 | TC Pista                                  | Chevrolet Chevy     |
| 2016 | TC Pista                                  | Chevrolet Chevy     |
| 2017 | TC Pista                                  | Chevrolet Chevy     |
| 2017 | Torneo de pilotos invitados del TC Mouras | Chevrolet Chevy     |

- [6]

### Trayectoria en Top Race
| Temporada            | Categoría       | Vehículo            | Equipo    | Posición final     |
| -------------------- | --------------- | ------------------- | --------- | ------------------ |
| Torneo Clausura 2010 | Top Race Junior | Alfa Romeo 156      | GT Racing | 48.º (0 puntos)    |
| 2012                 | Top Race Series | Volkswagen Passat V | GT Racing | 31.º (8.00 puntos) |

### Resultados completos TC Mouras
| Año  | Equipo                | Automóvil       | Fechas | Fechas | Fechas | Fechas | Fechas | Fechas | Fechas | Fechas | Fechas | Fechas | Fechas | Fechas | Fechas | Fechas | Posición final      |
| ---- | --------------------- | --------------- | ------ | ------ | ------ | ------ | ------ | ------ | ------ | ------ | ------ | ------ | ------ | ------ | ------ | ------ | ------------------- |
| 2007 | Minervino Competición | Chevrolet Chevy | 01     | 02     | 03     | 04     | 05     | 06     | 07     | 08     | 09     | 10     | 11     | 12     | 13     |        | 12.º (75.50 puntos) |
| 2007 | Minervino Competición | Chevrolet Chevy | 10     | 40     | 21     | 18     | 14     | 15     | 35     | 11     | 27     | 7.º    | 15     | 18     | 6.º    |        | 12.º (75.50 puntos) |
| 2008 | Minervino Competición | Chevrolet Chevy | 01     | 02     | 03     | 04     | 05     | 06     | 07     | 08     | 09     | 10     | 11     | 12     | 13     | 14     | 23.º (49.00 puntos) |
| 2008 | Minervino Competición | Chevrolet Chevy | NP     | 16     | 13     | 12     | 37     | 31     | 5.º    | 32     | 11     | 34     | 23     | 31     | NL     | 12     | 23.º (49.00 puntos) |
| 2009 | Minervino Competición | Chevrolet Chevy | 01     | 02     | 03     | 04     | 05     | 06     | 07     | 08     | 09     | 10     | 11     | 12     | 13     | 14     | 2.º (195.00 puntos) |
| 2009 | Minervino Competición | Chevrolet Chevy | NL     | 2.º    | 24     | 6.º    | 20     | 6.º    | 1.º    | 2.º    | 8.º    | 2.º    | 1.º    | 4.º    | 6.º    | 19     | 2.º (195.00 puntos) |

## Palmarés
| Título     | Categoría | Automóvil       | Año  |
| ---------- | --------- | --------------- | ---- |
| Subcampeón | TC Mouras | Chevrolet Chevy | 2009 |